# Отомо Саканоуэ
Отомо-но Саканоуэ-но ирацумэ (яп. 大伴坂上郎女, ок. 700 — между 750 и 781) — японская поэтесса из рода Отомо, дочь поэта Отомо-но Ясумаро и сводная сестра поэта Отомо-но Табито.

## Биография
Собственное имя неизвестно: Отомо-но Саканоуэ-но ирацумэ значит «госпожа Отомо (то есть, принадлежащая к роду Отомо) из селения Саканоуэ». Её родителями были государственный деятель и поэт Отомо-но Ясумаро и некая «придворная дама высокого ранга из дома Исикава».
В юности была выдана замуж за принца Ходзуми, после смерти которого вступила в брак с чиновником высокого ранга и поэтом Фудзивара-но Маро (695—737) (известно несколько стихотворных посланий, которыми обменялись будущие супруги). Последним мужем поэтессы стал её сводный брат Отомо-но Сукунамаро. У супругов было две дочери, старшая из которых впоследствии вышла замуж за племянника Отомо-но Саканоуэ Отомо-но Якамоти — поэта и составителя старейшей антологии японской поэзии «Манъёсю».
В 728 году третий муж поэтессы скончался, после чего она переехала на остров Кюсю к другому сводному брату Отомо-но Табито. В 730 году вернулась в тогдашнюю столицу государства город Нара. О дальнейшей жизни Отомо-но Саканоуэ почти ничего не известно, но, вероятно, она дожила до преклонных лет.

## Творчество
В антологии «Манъёсю» содержится 85 стихотворений Отомо-но Саканоуэ в жанрах танка и нагаута. Считается одной из сильнейших поэтесс антологии. Оказала значительное влияние на японскую поэзию, известно, что поэтесса Ёсано Акико считала Отомо-но Саканоуэ «своей старшей сестрой».